# Kurt August Koelsch
Kurt August Koelsch (* 9. März 1910 in Elberfeld; † 25. Oktober 1984 in Magdeburg) war ein deutscher Internist. Er galt als einer der führenden Gastroenterologen in Deutschland.

## Leben
Koelsch legte 1928 sein Abitur am Humanistischen Gymnasium Berlin ab. Anschließend studierte er an der Humboldt-Universität zu Berlin Medizin. Nach dem Staatsexamen 1934 folgte 1936 die Promotion mit einer Arbeit über die Kallusbildung. Anschließend arbeitete er als Assistent an der Medizinischen Klinik Berlin-Friedrichshain und wechselte dann zum Städtischen Krankenhaus Berlin-Spandau, wo er 1938 Oberarzt und 1939 Facharzt für Innere Medizin wurde. Im Zweiten Weltkrieg diente er in der Luftwaffe.
Von 1945 bis 1947 hatte er eine eigene Praxis in Magdeburg und war anschließend Leiter der Pfeifferschen Stiftungen Magdeburg-Cracau. Zumindest um 1950 lebte er an der Adresse Seestraße 22 in Cracau. 1952 folgte seine Habilitation an der Medizinischen Akademie Magdeburg, wo er ab 1962 hauptamtlicher Professor wurde. Von 1955 bis 1975 war er außerdem Leiter der Medizinischen Klinik des Krankenhauses Magdeburg-Altstadt.
Koelsch „hat große Verdienste bei der Einführung gastroenterologischer Untersuchungsverfahren, insbesondere der Endoskopie“ und wurde dementsprechend auch als Verdienter Arzt des Volkes ausgezeichnet. Neben seiner ärztlichen Tätigkeit war er auch Wiedergründer der Medizinischen Gesellschaft zu Magdeburg.

## Ehrungen
1974 wurde er zum Mitglied der Deutschen Akademie der Naturforscher Leopoldina gewählt.

## Schriften und Werke (Auswahl)
- Experimentelle Studie über die Callusbildung bei Anwesenheit von Fremdkörpern (Seide, Catgut, Draht) In: Deutsche Zeitschrift für Chirurgie. Band 246. Berlin 1936. (Dissertation)
- Störungen im vegetativen Gleichgewicht als Grundlage der Neuralpathologie: Eine klinische Studie am Beispiel der Herdinfektion. In: Wissenschaftliche Zeitschrift der Martin-Luther-Universität Halle-Wittenberg. Jahrgang 2 (1952/53), Nr. 5. Halle 1952.
- mit Walther Kanert: Gemeinsame Erkrankungen aus der Inneren Medizin und Chirurgie, Stuttgart: Thieme Verlag 1949.
- Testmethoden zum Herdnachweis, in: Herdinfektion und allergische Erkrankungen, 1956
- Allgemeine Endoskopie und Cystoskopie, in: Rolf Emmrich (Hg.), Arbeitsmethoden der Inneren Medizin, Bd. 3, 1964
- Das Krankenhaus Magdeburg-Altstadt, in: Fs. 10 Jahre Medizinische Akademie Magdeburg 1964, 103–106
- Das Krankenhaus Magdeburg-Altstadt, in: (Hg.) Fs. zu seinem 150-jährigen Bestehen 1967, 11–32
- Gastroenterologie, 1969 (mit Martin Gülzow/Heinrich Kuntzen)
- Das Krankenhaus Magdeburg-Altstadt, in: Fs. 20 Jahre Medizinische Akademie Magdeburg 1974, 63 f.